# 肖雅瑜
肖雅瑜（1950年5月—），湖南省长沙市人，中华人民共和国政治人物、作曲家，1973年1月加入中国共产党。毕业于湖南农学院农机系设计制造专业。曾任湖南省人大常委会副主任、党组成员。第十届全国人大代表、中共十七大代表。

## 生平

### 早年生涯
1950年，肖雅瑜出生在湖南省长沙市，其祖先萧文昭曾于清朝末年担任浙江衢州知府、处州知府、绍兴知府等职，民国期间逝世。肖雅瑜年少时便展现出对音乐的喜好，在小学时学习吹奏笛子，进入中学后，肖雅瑜开始为诗歌谱曲，学校的音乐老师发现了他的音乐天分，并介绍他参加长沙市少年之家艺术团。
文化大革命期间，作为知青的肖雅瑜曾一度被下放到沅江县新安公社挂角大队，1969年11月，他回到长沙，进入湖南开关厂工作，期间，他因为文艺特长而成为工厂的文工团团长。后又被湖南省工农兵文艺工作室推举进入湖南第一师范学校学习作曲，在此期间，他掌握了旋律、和声、配器的技法。文革结束后的1978年，肖雅瑜进入湖南农学院农机系设计制造专业学习，并担任了农机设计专业2班班长、学校文工团团长兼作曲等职务，还帮助学校在全国大学生文艺调演上夺得了全国一等奖。

### 初入政坛
1982年8月，肖雅瑜从湖南农学院毕业，进入长沙市人事局工作，担任该局党组成员、局长助理。1983年11月，他转任中共长沙市南区党委副书记，1984年11月，转任中共长沙市农村工作委员会副书记、书记，市农委副主任。1988年9月12日，肖雅瑜转任中共长沙市郊区（今长沙市雨花区）党委书记，并于当年10月在该区第四次党代会上连任:508。
1990年9月，肖雅瑜离开长沙市郊区，升任中共长沙市委常委、市委秘书长，成为副厅级干部:524。

### 任职株洲
1994年，肖雅瑜自长沙市调任邻近的株洲市，出任该市党委副书记。2000年5月，肖雅瑜接替已经升任中共株洲市委书记的王汀明，出任株洲市人民政府市长，在市长任内，他促成了株洲市与越南芽庄市两地友好城市关系的建立。
2003年，肖雅瑜接替王汀明出任中共株洲市委书记。在主政株洲期间，肖雅瑜因为对市内教育发展做出贡献，于2004年9月获中共湖南省委、省人民政府表彰为湖南省“教育功臣”，而株洲市第一所综合性大学湖南工业大学也在他任内落成。在业余时间，肖雅瑜致力于学习和创作音乐作品，还曾两度参加了株洲市的春节联欢晚会。

### 人大工作及卸任
2008年1月24日，肖雅瑜在湖南省第十一届人民代表大会第一次会议上当选为湖南省人大常委会副主任，同年3月28日，他不再兼任中共株洲市委书记。2012年11月，肖雅瑜当选为湖南省文化艺术基金会理事会主席，2013年1月30日，换届不再担任湖南省人大常委会副主任。卸任后，他继续以湖南省文化艺术基金会理事会主席、湖南省关心下一代工作委员会副主任、湖南省诗歌学会名誉会长、中南大学兼职教授等身份活跃于湖南省内外。

## 音乐作品
肖雅瑜自小学时期学习吹奏笛子，15岁起开始创作音乐作品，24岁起学习作曲，步入政坛后继续创作，并最终获得一级作曲职称，其作品以称颂中国共产党及其统治下的中国社会为主。其谱曲的歌曲《向着太阳走》就表达了他对中华人民共和国政权及中国共产党的热爱，也被视为他的代表作，学者尹晓星对该歌曲给予了较高评价并认为其“具有超越时空的审美价值，艺术美永远指向未来”，而肖雅瑜的音乐作品集更以此歌曲的名称命名。
肖雅瑜还为大筒独奏《天山湘女》、大筒与交响《浏阳河畔》创作了曲谱，大筒是湖南地区傳統的拉絃樂器，原本多用于花鼓戏伴奏，因此湖南省艺术研究院专家戴舞云认为他用大筒创作的作品，是对该乐器的开拓与创新性使用。

## 延伸阅读
- 肖雅瑜.  1. 北京市: 中国文联出版社. 2005年. ISBN 9787505950580. OCLC 302436779.

| 政党职务      | 政党职务                                            | 政党职务      |
| ------------- | --------------------------------------------------- | ------------- |
| 前任： 王汀明 | 中国共产党株洲市委员会书记 2003年2月-2008年1月      | 繼任： 陈君文 |
| 前任： 高家余 | 中国共产党长沙市郊区委员会书记 1988年9月-1990年12月 | 繼任： 吕滨   |
| 政府职务      |                                                     |               |
| 前任： 王汀明 | 株洲市人民政府市长 2000年5月-2003年2月              | 繼任： 颜石生 |